# Орлів міст

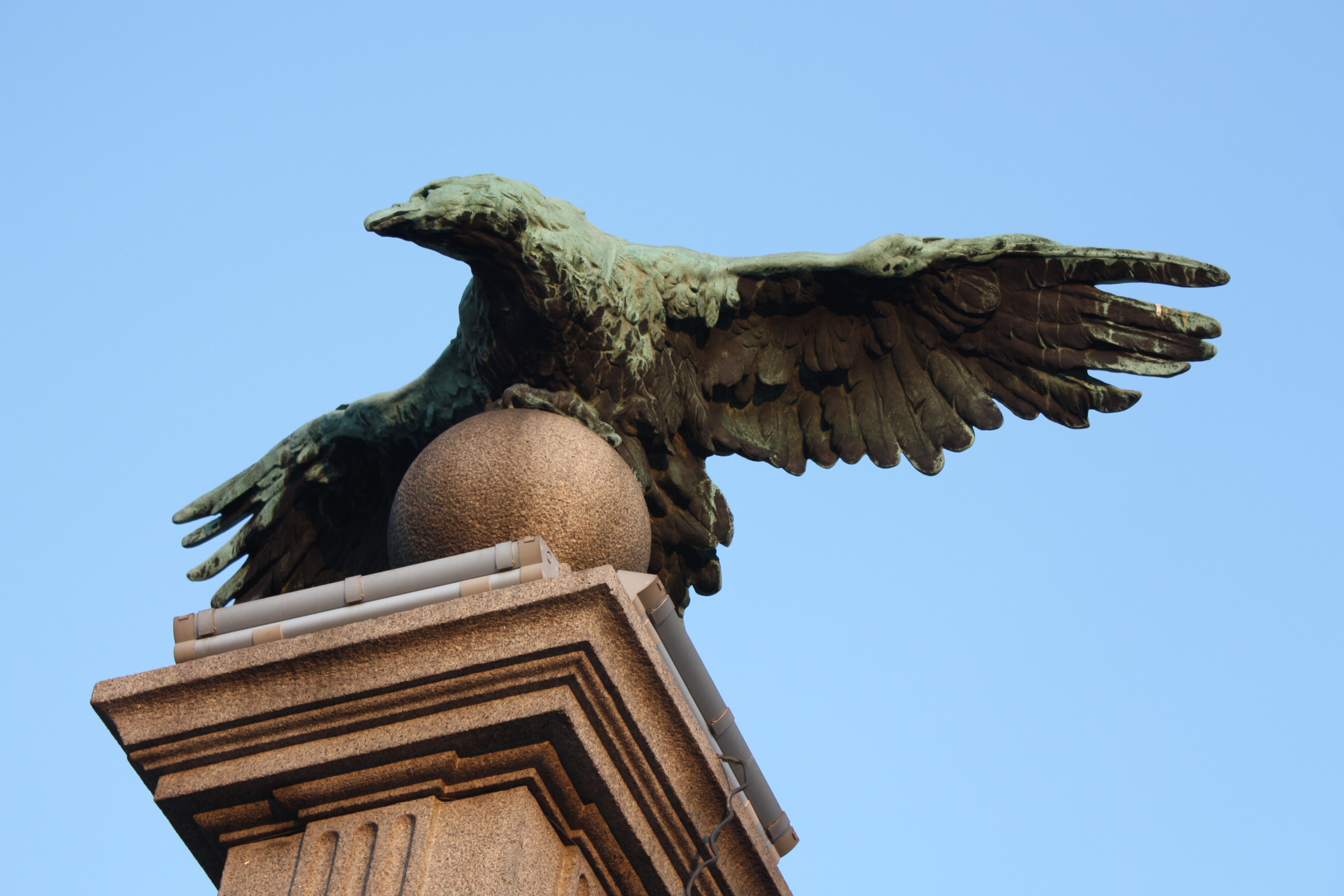
Один з орлів моста

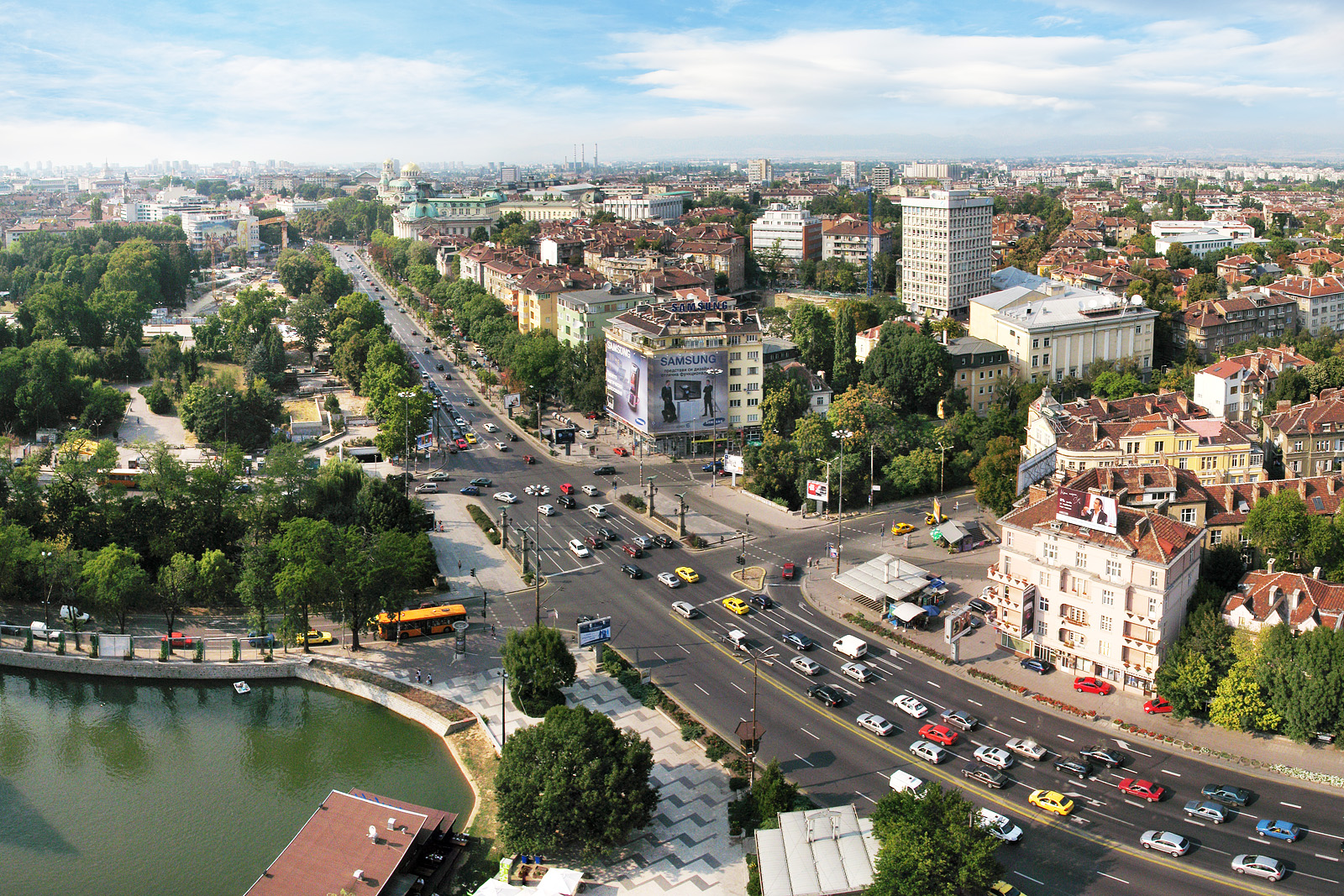
Вигляд на площу Орлів міст.

Орлів міст (болг. Орлов мост) перекинутий через річку Перловська і розташований у центрі Софії, столиці Болгарії. Площею Орлов мост також називають частину мосту і прилегле до неї перехрестя.
Назва мосту походить від чотирьох скульптур орлів, встановлених при в'їздах на міст.
Орлів міст і однойменне перехрестя розташовані поруч зі стадіоном «Васіл Левський», пам'ятником Радянській армії, парком Борисова градина і озером Аріана, а також недалеко від Софійського університету. На цьому місці перетинаються два центральних бульвари Софії: бульвар Євлогія та Христо Георгієвих, що тягнеться вздовж річки Перловська, і Цариградське шосе, а також вулиця царя Івана Асеня II. Для транспорту, що в'їжджає в Софію з південного сходу по Цариградському шосе, Орлів міст є першим перехрестям і відправною точкою, звідки можна дістатися до центру столиці Болгарії.
Міст побудовано в 1891 році за проєктом чеського архітектора Вацлава Прошека, його брата Йозефа і двоюрідних братів Богдана та Іржі. Їм також належить авторство Левового моста, розташованого на північ від центру Софії і створеного в 1889 році. Вартість усього будівництва Орлового моста становила 80 000 золотих левів.
Одну з колон моста і бронзових орлів зображено на зворотному боці болгарської банкноти 20 левів, випущеної в 1999 і 2007 роках.
Орлів міст був у центрі екологічних протестів 2012 року проти будівництва на горі Витоша і в природному заповіднику Дюни, розташованому на узбережжі Чорного моря. Також він був основним центром політичних протестів у 2013 році, які часто супроводжувалися насильством під час зими, на відміну від масових, але мирних зібрань під час літніх протестів.
В 2009 році в Орловому мості відкрито станцію метро Софійський університет «Св. Климент Охридський».
В 2020 — станцію метро Орлів міст